# Thakar Singh

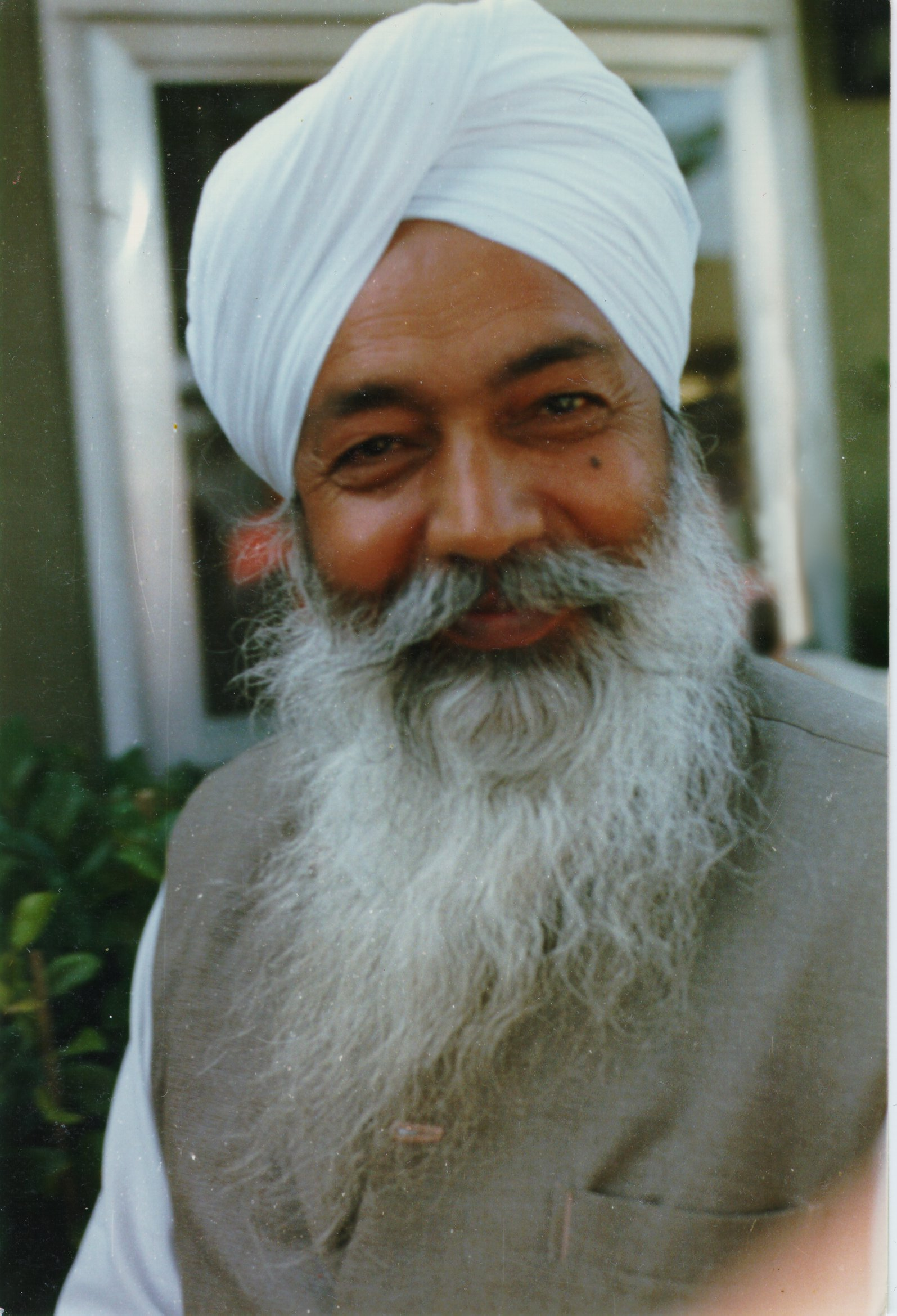
Sant Thakar Singh Ji Maharaj

Sant Thakar Singh Ji Maharaj (* 26. März 1929 in Kalra, Punjab, Indien; † 6. März 2005 in Chandigarh) wurde von seinen Schülern als spiritueller Meister des Sant Mat und als Nachfolger von Sant Kirpal Singh betrachtet. Er wurde von ihnen deshalb Sant Thakar Singh genannt.

## Leben
Thakar Singh wurde am 26. März 1929 im Dorf Kalra im Punjab geboren. Im Alter von 22 heiratete der studierte Bauingenieur und arbeitete bis zu seiner Frühpension im Jahre 1976 bei der indischen Regierung als Wasserbauingenieur. Als geborener und praktizierender Sikh lehrte er unter anderem bis zum Alter von 36 Jahren die Inhalte des Adi Granth.

## Anspruch spiritueller Kompetenz
Im Jahre 1965 erhielt er die Initiation (Einführung in die Meditation auf Licht und Ton im Inneren) von einem lebenden kompetenten Meister des Sant Mat, Sant Kirpal Singh. Als Initiation wird nach der Lehre von Sant Mat die Einführung in die Meditationstechnik bezeichnet, bei der die Seele mit der Überseele bzw. dem Göttlichen verbunden wird.
Nach dem Ableben von Sant Kirpal Singh im Jahr 1974 erhoben verschiedene Personen den Anspruch der spirituellen Nachfolge. Thakar Singh war einer davon.
Thakar Singh wurde von seinen Anhängern als Beispiel für spirituelle Vollkommenheit angesehen. Er versprach konfessionsunabhängig Gottsuchenden eine unmittelbare innere Erfahrung des Göttlichen und verlangte dafür zu keinem Zeitpunkt Geld für sich selbst oder seine Organisation.
Im deutschsprachigen Raum existieren 5 Zentren und ca. 50 lokale Meditationsgruppen, deren Mitglieder sich regelmäßig zur gemeinsamen Meditation treffen. Diese Gruppentreffen werden auch Satsang genannt.
Ab dem Jahr 1976 unternahm Thakar Singh für die Verbreitung seiner Meditationstechnik und der Lehre von Sant Mat eine Vielzahl von Weltreisen, unter anderem nach Deutschland, Österreich, USA, Kanada, Mexiko, Panama, England, Schweden, Italien und in die Schweiz.

## Kritische Meinungen
Strittig war die Meinung Thakar Singhs, dass auch kleine Kinder meditieren können. So wurde ihm sowohl von Sektenexperten als auch von Zeitungen vorgeworfen, Kinder durch die Meditation zu misshandeln.
Bei einigen der Vorwürfen hatte Thakar Singh durch seinen damaligen Repräsentanten Lothar Schmitt gerichtlich Unterlassung bewirkt, da diese Vorwürfe immer wieder zu Schwierigkeiten mit Raumvermietungen für öffentliche Veranstaltungen geführt hatten. Gemäß einem Urteil des Landgericht München ist der Satz in der BILD-Zeitung „Guru quält deutsche Babys, um sie zu erleuchten“ als Meinungsäußerung zulässig, andere Vorwürfe jedoch nicht.